# Amorphophallus incurvatus
Amorphophallus incurvatus är en kallaväxtart som beskrevs av Cornelis Rugier Willem Karel van Alderwerelt van Rosenburgh. Amorphophallus incurvatus ingår i släktet Amorphophallus och familjen kallaväxter. Inga underarter finns listade.